# 塩素酸
塩素酸（えんそさん、英: chloric acid）は塩素のオキソ酸の1つで、化学式 HClO3 の化合物。+5価の塩素を中心にヒドロキシ基1つと酸素原子が2つついた構造を持つ。

## 化学的性質
遊離酸は単離できない。
希硫酸と塩素酸バリウム水溶液を混合すると、不溶性の硫酸バリウムが析出して塩素酸水溶液を生じる。
{\displaystyle {\ce {Ba(ClO3)2\ + H2SO4 -> 2HClO3\ + BaSO4}}}
水溶液は強酸で、強力な酸化剤でありしたがって漂白作用がある。冷たい水溶液はおよそ30%まで安定で、そこから慎重に減圧することで40%まで濃縮することができる。温めたりそれ以上の濃度にすると分解して様々な化合物を生じる。
{\displaystyle {\ce {8HClO3 -> 4HClO4\ + 2H2O\ + 2Cl2\ + 3O2}}}
{\displaystyle {\ce {3HClO3 -> HClO4\ + H2O\ + 2ClO2}}}

## 塩素酸塩
塩素酸塩はいずれも不安定で取り扱いに注意を要する。火薬や爆薬の原料として、また漂白にも使われる。日本国内では、塩素酸塩類は消防法に基づく危険物第1類に指定されている。
- 塩素酸ナトリウム
- 塩素酸カリウム
- 塩素酸アンモニウム
- 塩素酸カルシウム
- 塩素酸バリウム
- 塩素酸亜鉛
- 塩素酸銀(I)